# Platja de Buda
La platja de Buda és una platja natural del municipi de Sant Jaume d'Enveja (Montsià), situada al Parc Natural del Delta de l'Ebre, a línia de costa de l'illa de Buda. Està delimitada a l'extrem sud amb la desembocadura de la Gola de Migjorn, que la separa de la platja de l'Alfacada, i a l'extrem nord per la Gola de Llevant, que la separa de la platja de l'illa de Sant Antoni, al límit del terme de Deltebre (Baix Ebre). Té una longitud de 4.334 metres i una amplada de 120 metres, formada per sorra fina i mitjana. Al rereplatja hi ha un cordó dunar amb rereduna. L'accés està restringit, per entrar-hi cal una autorització expressa.